# BYD F3
BYD F3 (БІД Еф3 (укр.)) — це передньопривідний автомобіль класу «C». Виготовляється в Китаї компанією BYD Auto з 2005 року. Автомобіль став бестселером в Китаї і входить в п'ятірку найпродаваніших моделей даного ринку.
У 2009 році BYD представила оновлену модель BYD G3, але F3 як і раніше залишається в продажу.

## Перше покоління  (2005-2013)

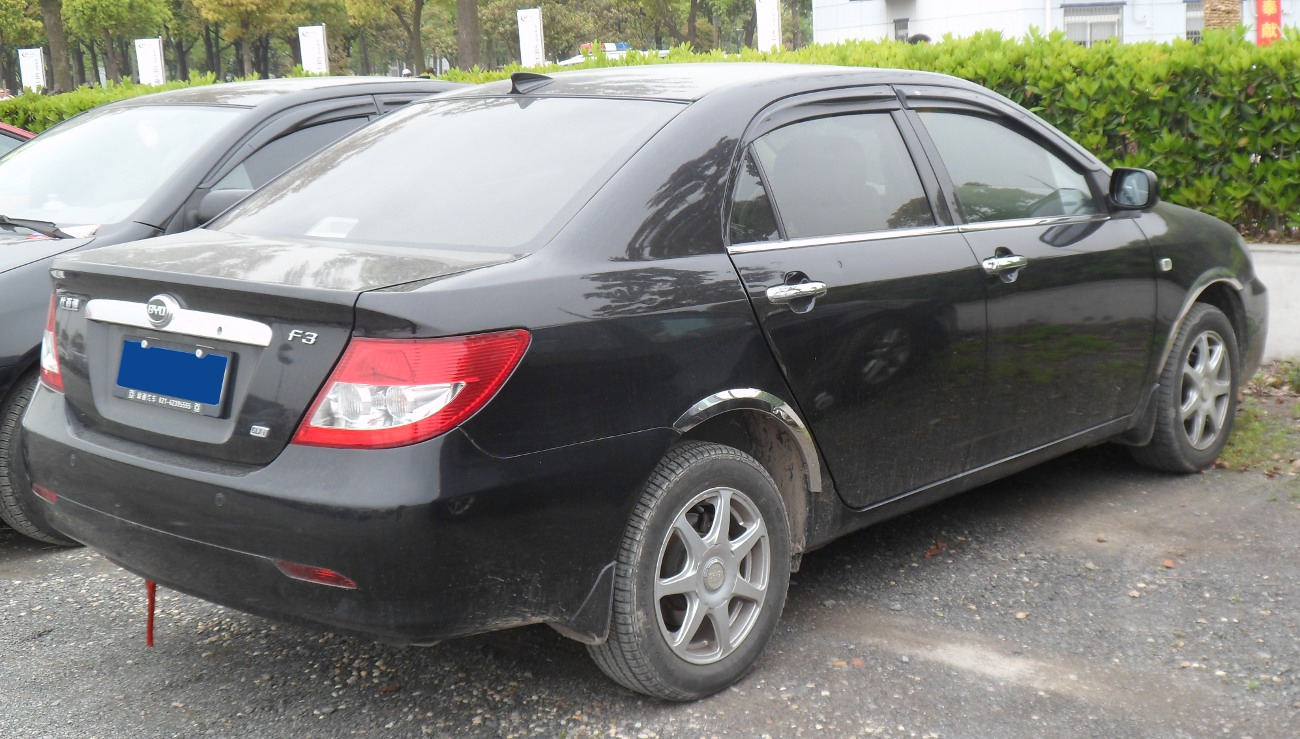
BYD F3 седан

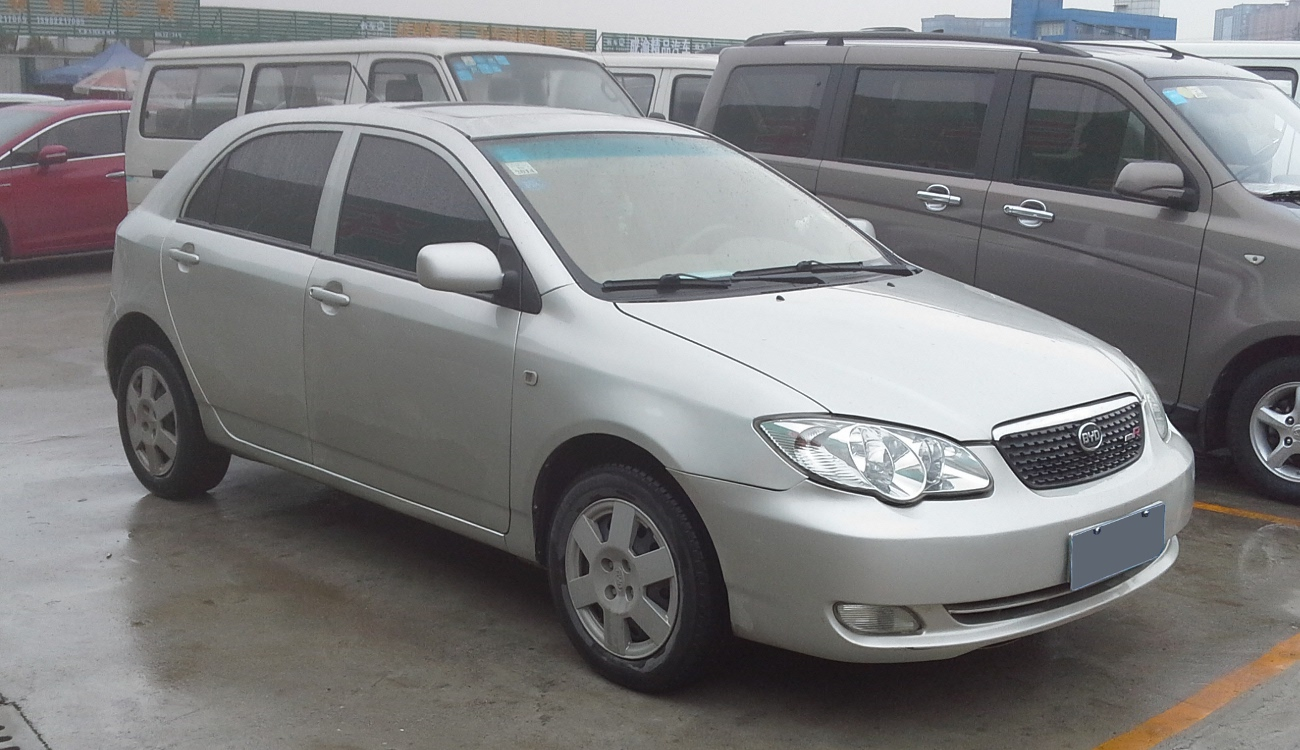
BYD F3-R хетчбек

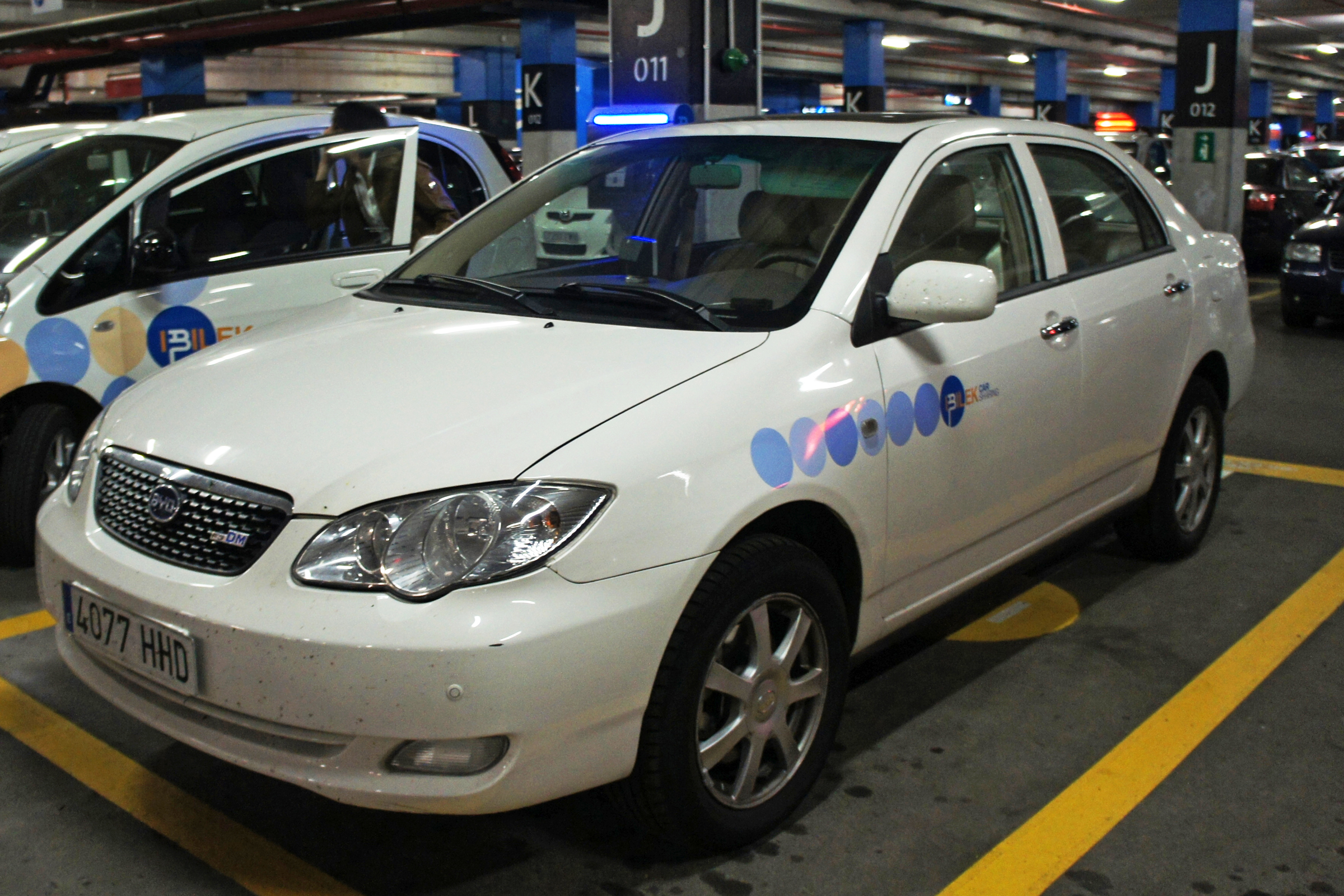
BYD F3DM гібрид

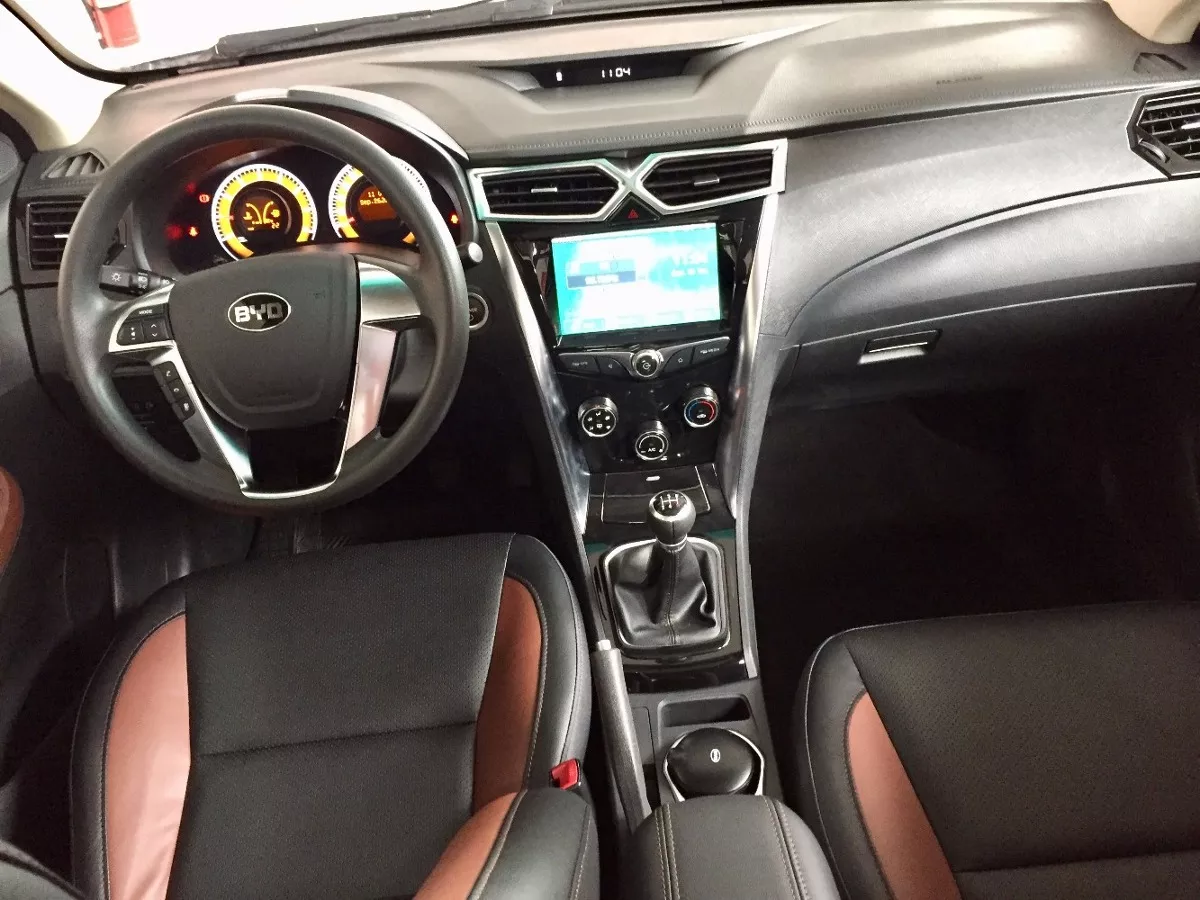

Китайський легковий автомобіль BYD F3 був представлений на Шанхайському автосалоні у квітні 2005 року. Його поява на ринку викликала справжній переворот — менш ніж за рік на дорогах Китаю з'явилося понад 55 тисяч BYD F3, що підняло загальний обсяг продажів BYD Auto більш ніж в 4.5 рази.
Цей седан С класу (габаритні розміри 4533x1705x1490 мм) спочатку створювався з прицілом на зовнішній ринок, а отже з урахуванням смаків європейців. За основу був узятий автомобіль Toyota Corolla Altis, широко відомий у Південно-Східній Азії.
Екстер'єр відрізняють хромовані молдинги, дверні ручки і ґрати радіатора. Салон BYD F3 відрізняється гідним рівнем складання, обробкою з матеріалів світлих тонів.
Автомобіль має аудіосистему з CD-чейнджером, клімат-контролю, парктронік, висувний підлокітник, попільничку, встановлений світильник, задні крісла складаються в співвідношенні 70:30.
BYD F3 обладнано двигуном Mitsubishi об'ємом 1,6 л (споживання пального в змішаному циклі ~7,5 л/100 км) та відповідає стандарту Euro 3, який працює з 5-ст. МКПП.
Автомобіль оснащений дисковим гальмам на всіх колесах з ABS.

### Технічні характеристики
| Модель                | F3 1.6                           | F3 1.5                           | F3 1.5 (Tagaz)                 |
| --------------------- | -------------------------------- | -------------------------------- | ------------------------------ |
| Двигун                | Рядний 4-циліндровий             | Рядний 4-циліндровий             | Рядний 4-циліндровий           |
| Код двигуна           | 4G18                             | BYD473QB                         | 4G15S                          |
| Тип двигуна           | Бензиновий                       | Бензиновий                       | Бензиновий                     |
| Об'єм                 | 1584 см³                         | 1500 см³                         | 1488 см³                       |
| Потужність            | 100 к.с. (74 кВт) при 6000 об/хв | 108 к.с. (79 кВт) при 5800 об/хв | 90-95 к.с. (? кВт) при ? об/хв |
| Крутний момент        | 134 Нм при 4500 об/хв            | 144 Нм при 4800 об/хв            | 120 Нм при 5000 об/хв          |
| Коробка передач       | 5-ступенева механічна            | 5-ступенева механічна            | 5-ступенева механічна          |
| Трансмісія            | передній привід                  | передній привід                  | передній привід                |
| Вага                  | 1130-1275 кг                     | 1130-1275 кг                     | 1130-1275 кг                   |
| Максимальна швидкість | 170 км/год                       | 170 км/год                       | 170 км/год                     |
| Бак                   | 50 л                             | 50 л                             | 50 л                           |

### Комплектація
Модель седана BYD F3 представлена в трьох варіантах комплектації: BYD F3 1.6 MT GLX-i, 1.6 MT Gi, 1.6 MT GL-i. Двигун поєднується тільки з п'ятиступінчастою механічною КПП.
Базова модифікація включає: салон в велюровою обробці, кондиціонер, електропривід вікон і дзеркал, гідропідсилювач керма, ABS з EBD, фронтальні подушки безпеки, центральний замок з ДУ, ремені безпеки з фіксацією. Крім того, захист пасажирам забезпечує посилений кузов з розташованими в ньому енергопоглинаючими зонами. Більш дорогі модифікації комплектуються повним пакетом систем безпеки, мають обробку салону шкірою з дерев'яними вставками (топова модифікація), CD-програвач, система клімат-контролю, парктронік. За доплату пропонується навігаційна система і люк з електроприводом.
Безпеку і комфорт при русі забезпечують ABS, EBD, подушки безпеки водія та пасажира, посилена конструкція передньої та бокової частин кузова.

### Двигуни
Для BYD F3 на вибір доступні три бензинові двигуни, що працюють в парі з 5-ступінчастою механічною трансмісією.
1.5-літровий рядний 4-циліндровий агрегат, потужністю 99 кінських сил і обертовим моментом 134 Нм/4000 об/хв, витрачає в змішаному циклі за офіційними даними 6,3 л палива на 100 км. Розгін до 100 км/год займає 12,3 секунд. Ще один доступний двигун, об'ємом 1.5 л, має потужність 106 кінських сил і крутний момент 4500 об/хв. Прискорення 0-100 км/год відбувається за 10 секунд.
1.6-літровий агрегат (100 к.с.) за своїми властивостями практично повністю збігається з 1.5-літровим двигуном з 99 «кіньми»: показники витрати палива і розгону до 100 км/год однакові. Відрізняється лише кількість оборотів в хвилину - 4500 для двигуна, об'ємом 1.6 л.  
Автомобіль BYD F3 виготовляється у наступних версіях:
- BYD F3 — седан з бензиновим двигуном (виготовляється з 2005 року).
- BYD F3-R — 5-дверний хетчбек з бензиновим двигуном (виготовляється з 2007 року).
- BYD F3DM — седан з гібридною силовою установкою (plug-in hybrid), що включає двигун 1.0 л BYD371QA I3 Aluminum і електродвигун (виготовляється з грудня 2008 року).

### Обслуговування
Багато агрегатів BYD F3 є взаємозамінними з автомобілем Toyota Corolla E120.

### Ціна
Станом на 28 січня 2012 року ціна в Україні на автомобіль BYD F3 з двигуном 1,5 л стартує з 10 990 доларів США, а на автомобіль BYD F3R з двигуном 1,5 л стартує з 12 190 доларів США.

### Продажі у світі
| Рік                   | BYD F3  | BYD F3-R | BYD F3DM | Всього  |
| --------------------- | ------- | -------- | -------- | ------- |
| 2010 (січень-червень) | 107.935 | 25.050   | 18       | 133.003 |

## Друге покоління (2014-2015)

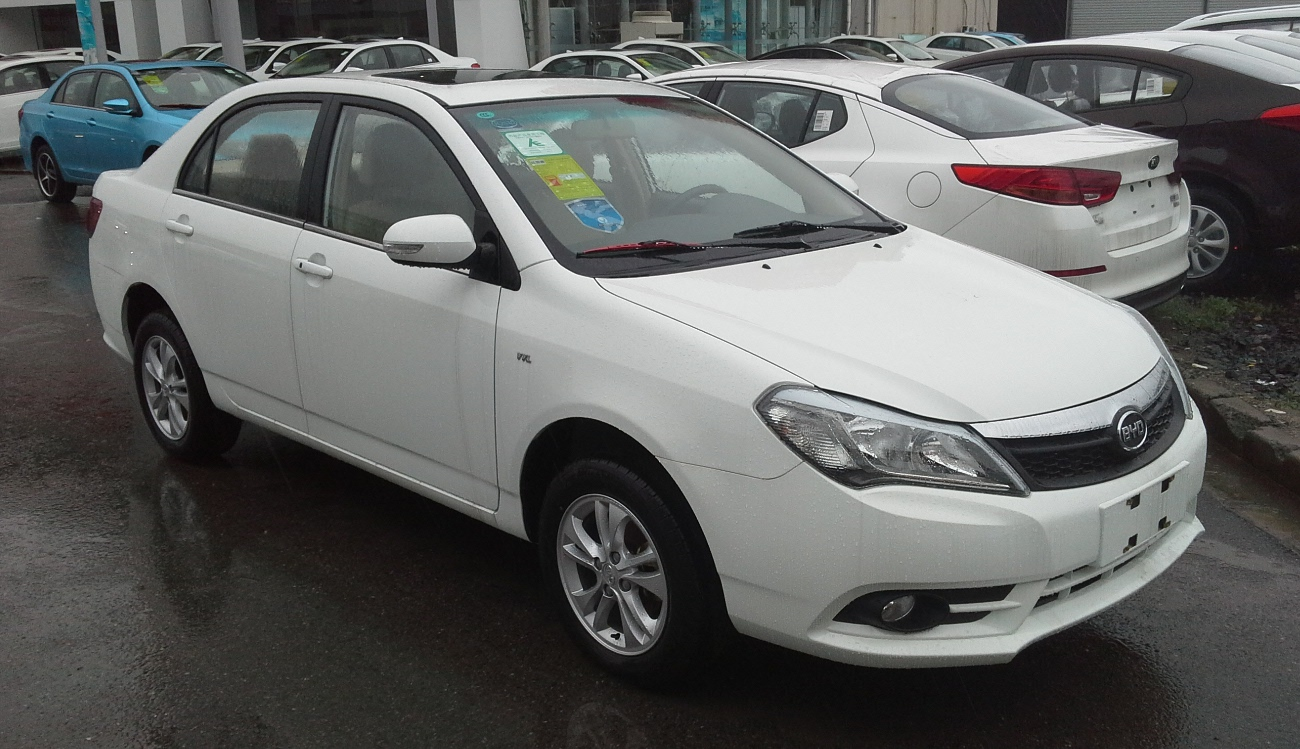
BYD F3 ІІ

В 2014 році представили друге покоління BYD F3.

### Двигуни
1.5 л BYD476ZQA l4 turbo 154 к.с. 240 Нм

## Третє покоління (з 2016)

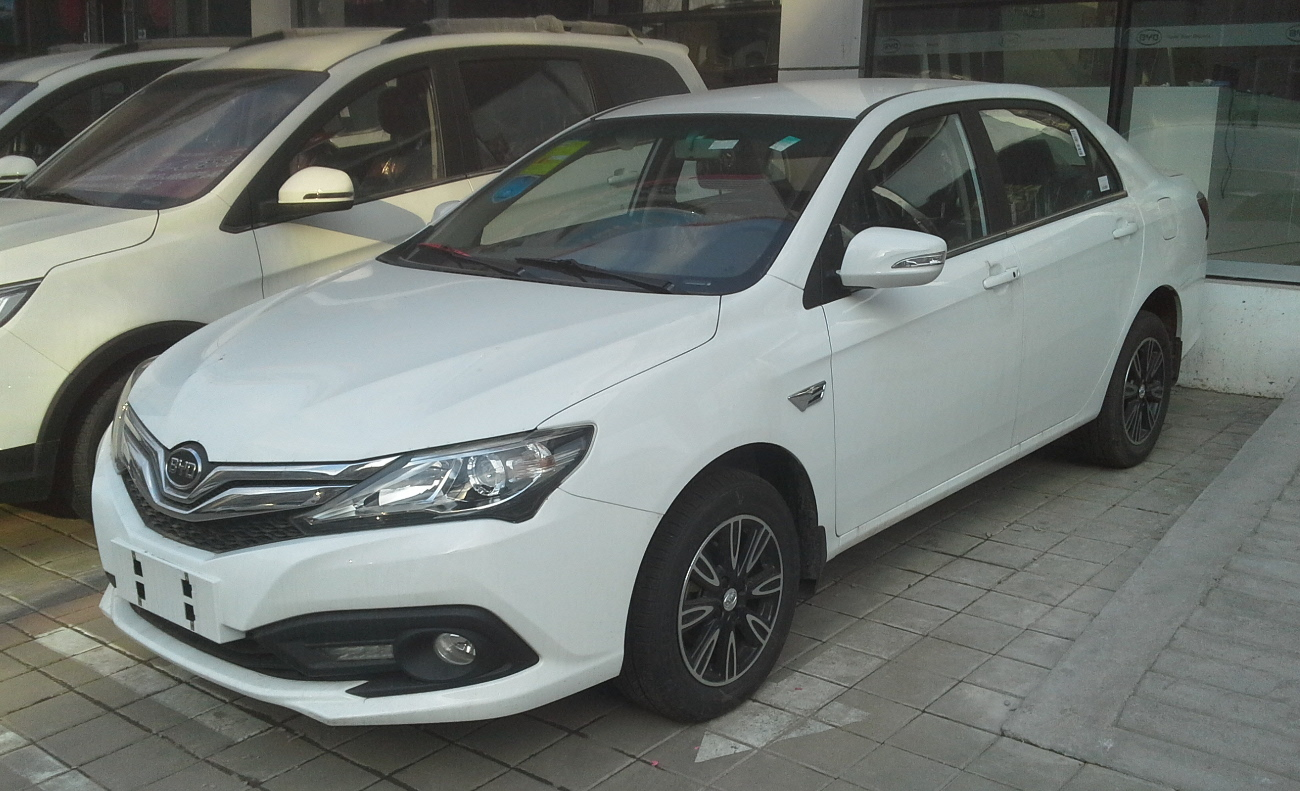
BYD F3 ІІІ

В 2016 році представили третє покоління BYD F3.

## Інші моделі

### Surui

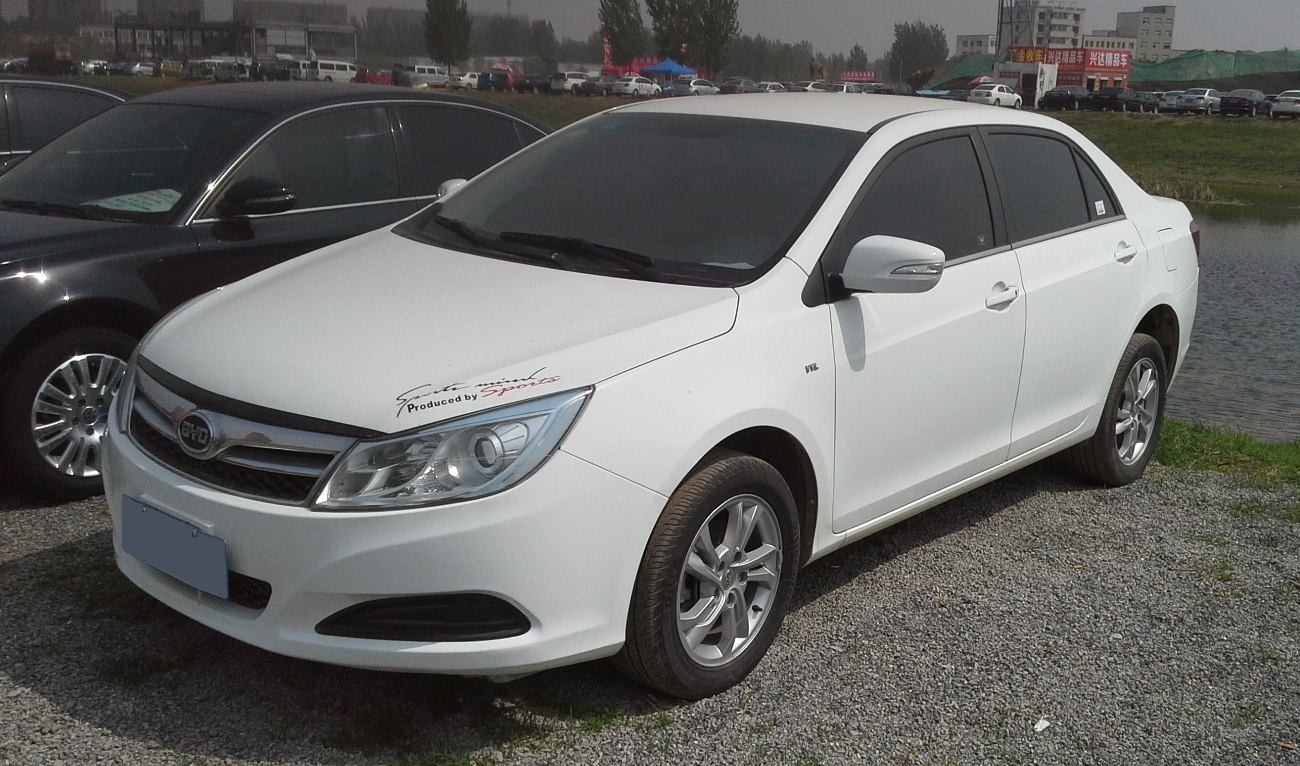
BYD Surui

На автосалоні в Пекіні в квітні 2012 року представлено BYD F3 Surui, продажі почалися в кінці року. Автомобіль повинен замінити седан BYD F3. Колісна база BYD Surui в порівнянні з попередньою моделлю збільшилася з 2600 мм до 2660 мм. Автомобіль комплектується 1,5-літровим двигуном в атмостерному і турбованому варіантах. Перший, ставиться на L3 і G3, потужністю 109 к.с., а версія з турбонаддувом розвиває потужність 154 к.с. На додаток до стандартної п'ятиступінчастої механічної коробки передач, також пропонується варіант з подвійним зчепленням.

#### Двигуни
- 1.5 л BYD473QE l4 109 к.с.
- 1.5 л BYD476ZQA l4 turbo 154 к.с.

### Український ринок

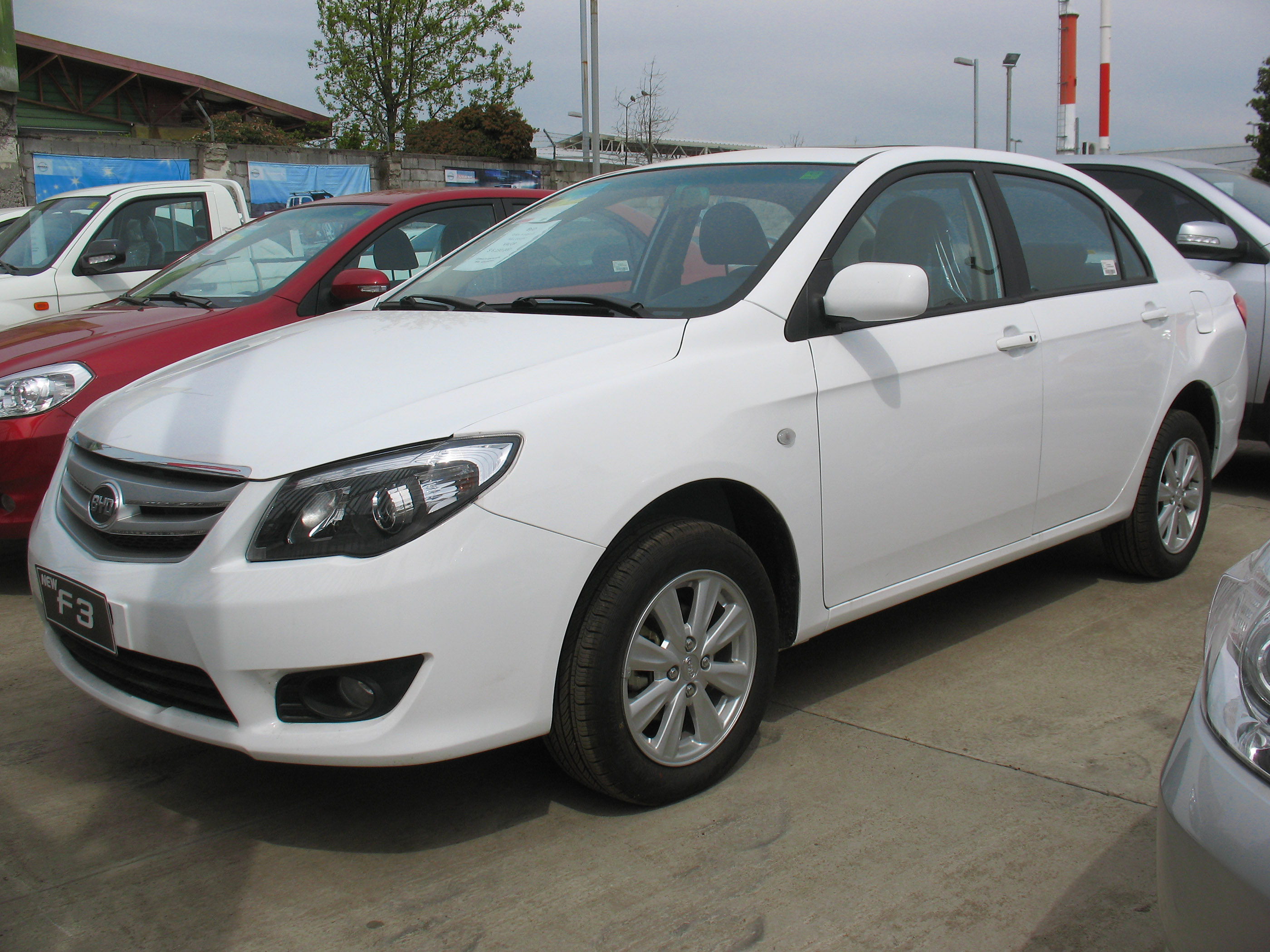
Новий BYD F3 для ринку України

З 2013 року на території України BYD L3 продається під назвою BYD F3 нового покоління.

#### Двигуни
- 1.5 л BYD473QE l4
- 1.8 л BYD483QA l4